# Surgut
Surgut (del ruso: Сургут) es una ciudad de Rusia, situada en el distrito autónomo de Janti-Mansi, en Siberia Occidental. Es la ciudad más grande del distrito y la segunda ciudad del óblast de Tiumén. Su población asciende a 380.632 habitantes en 2020. Es una de las poblaciones europeas de Siberia. El gentilicio de esta ciudad es surgutino.

## Historia
Surgut es una de las ciudades más antiguas de Siberia. Fue creada a instancias del zar Teodoro I de Rusia en 1594. El nombre de la ciudad según la tradición se deriva de las palabras sur (peces) y la gut (agujero) en idioma janti. 
La transformación de la ciudad es reciente: ocurrió en 1960 cuando Surgut se convirtió en un centro del petróleo y del gas. En 1965 la aglomeración de Surgut adquirió el estatus de ciudad. El puente de Surgut es el puente atirantado más largo con una sola torre en el mundo.

## Clima

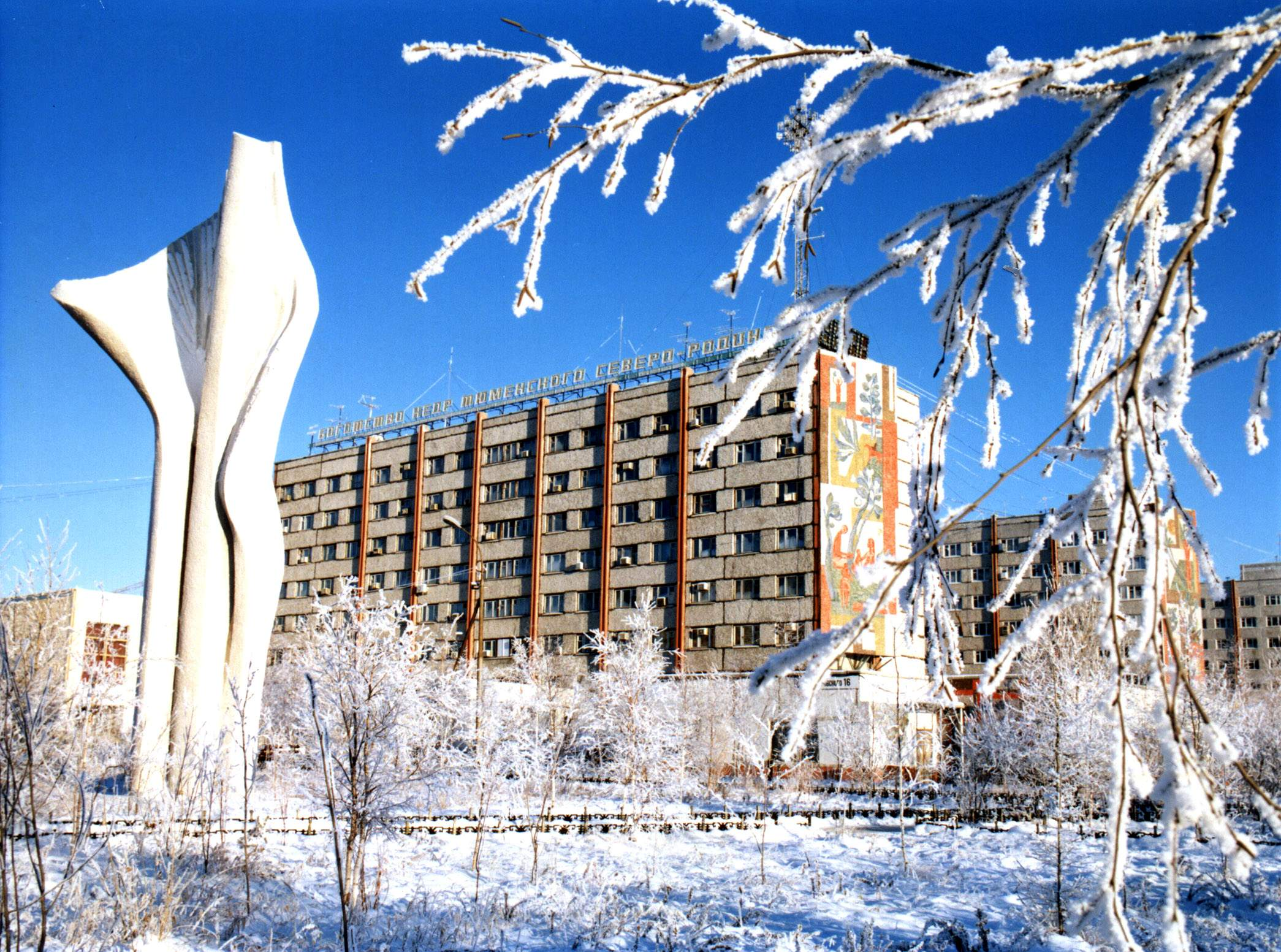
Surgut en invierno

Surgut tiene un subpolar (Köppen Dfc) con inviernos largos y muy fríos y veranos cortos pero relativamente cálidos. La precipitación es moderada, y es mayor de mayo a octubre, cuando la lluvia es más frecuente, que en el resto del año, cuando la nieve es más frecuente.
| Parámetros climáticos promedio de Surgut (1981-2010) | Parámetros climáticos promedio de Surgut (1981-2010) | Parámetros climáticos promedio de Surgut (1981-2010) | Parámetros climáticos promedio de Surgut (1981-2010) | Parámetros climáticos promedio de Surgut (1981-2010) | Parámetros climáticos promedio de Surgut (1981-2010) | Parámetros climáticos promedio de Surgut (1981-2010) | Parámetros climáticos promedio de Surgut (1981-2010) | Parámetros climáticos promedio de Surgut (1981-2010) | Parámetros climáticos promedio de Surgut (1981-2010) | Parámetros climáticos promedio de Surgut (1981-2010) | Parámetros climáticos promedio de Surgut (1981-2010) | Parámetros climáticos promedio de Surgut (1981-2010) | Parámetros climáticos promedio de Surgut (1981-2010) |
| Mes                                                  | Ene.                                                 | Feb.                                                 | Mar.                                                 | Abr.                                                 | May.                                                 | Jun.                                                 | Jul.                                                 | Ago.                                                 | Sep.                                                 | Oct.                                                 | Nov.                                                 | Dic.                                                 | Anual                                                |
| ---------------------------------------------------- | ---------------------------------------------------- | ---------------------------------------------------- | ---------------------------------------------------- | ---------------------------------------------------- | ---------------------------------------------------- | ---------------------------------------------------- | ---------------------------------------------------- | ---------------------------------------------------- | ---------------------------------------------------- | ---------------------------------------------------- | ---------------------------------------------------- | ---------------------------------------------------- | ---------------------------------------------------- |
| Temp. máx. abs. (°C)                                 | 2.7                                                  | 6.5                                                  | 10.3                                                 | 23.0                                                 | 31.8                                                 | 33.5                                                 | 35.2                                                 | 30.3                                                 | 27.4                                                 | 20.7                                                 | 8.2                                                  | 2.5                                                  | 35.2                                                 |
| Temp. máx. media (°C)                                | -16.3                                                | -14.2                                                | -4.8                                                 | 1.6                                                  | 10.6                                                 | 18.9                                                 | 22.4                                                 | 18.2                                                 | 10.8                                                 | 2.5                                                  | -8.3                                                 | -14.2                                                | 2.3                                                  |
| Temp. media (°C)                                     | -20.8                                                | -18.3                                                | -9.3                                                 | -2.3                                                 | 5.8                                                  | 14.4                                                 | 18.2                                                 | 14.4                                                 | 7.4                                                  | -0.2                                                 | -11.5                                                | -18.0                                                | -1.7                                                 |
| Temp. mín. media (°C)                                | -23.4                                                | -22.0                                                | -13.6                                                | -7.1                                                 | 1.7                                                  | 10.1                                                 | 14.0                                                 | 10.8                                                 | 4.6                                                  | -2.6                                                 | -14.6                                                | -21.7                                                | -5.3                                                 |
| Temp. mín. abs. (°C)                                 | -54.2                                                | -55.2                                                | -48.7                                                | -39.7                                                | -22.0                                                | -6.7                                                 | -0.1                                                 | -3.7                                                 | -10.5                                                | -30.7                                                | -46.9                                                | -55.0                                                | -55.2                                                |
| Precipitación total (mm)                             | 25                                                   | 22                                                   | 28                                                   | 34                                                   | 58                                                   | 57                                                   | 76                                                   | 69                                                   | 85                                                   | 55                                                   | 39                                                   | 32                                                   | 580                                                  |
| Días de precipitaciones (≥ 0.01 in)                  | 0.3                                                  | 0.1                                                  | 1                                                    | 6                                                    | 12                                                   | 14                                                   | 12                                                   | 15                                                   | 15                                                   | 12                                                   | 3                                                    | 1                                                    | 91.4                                                 |
| Días de nevadas (≥ 0.1 in)                           | 22                                                   | 18                                                   | 15                                                   | 9                                                    | 4                                                    | 1                                                    | 0                                                    | 0                                                    | 1                                                    | 11                                                   | 20                                                   | 23                                                   | 124                                                  |
| Horas de sol                                         | 31                                                   | 95                                                   | 147                                                  | 218                                                  | 252                                                  | 261                                                  | 311                                                  | 217                                                  | 136                                                  | 70                                                   | 46                                                   | 23                                                   | 1807                                                 |
| Humedad relativa (%)                                 | 81                                                   | 79                                                   | 75                                                   | 69                                                   | 65                                                   | 65                                                   | 67                                                   | 76                                                   | 79                                                   | 84                                                   | 84                                                   | 82                                                   | 76                                                   |
| Fuente n.º 1: Погода и климат                        |                                                      |                                                      |                                                      |                                                      |                                                      |                                                      |                                                      |                                                      |                                                      |                                                      |                                                      |                                                      |                                                      |
| Fuente n.º 2: NOAA (Horas de sol, 1981-2010)         |                                                      |                                                      |                                                      |                                                      |                                                      |                                                      |                                                      |                                                      |                                                      |                                                      |                                                      |                                                      |                                                      |

## Demografía
| 1897  | 1926  | 1959  | 1970   | 1979    | 1989    | 1996    | 2002    | 2010    | 2020    |
| ----- | ----- | ----- | ------ | ------- | ------- | ------- | ------- | ------- | ------- |
| 1 100 | 1 300 | 6 000 | 34 000 | 107 300 | 247 800 | 266 300 | 285 027 | 301 000 | 380 632 |

## Economía
La economía está vinculada a la producción de petróleo y el tratamiento del gas natural. Las empresas más importantes son la compañía petrolera Surgutneftegaz (también conocida como Surgut) y Surgutgazprom (una filial de Gazprom). Las centrales eléctricas tienen una potencia de 7200 MW de suministro de energía en la región.

## Transportes
La ciudad tiene un aeropuerto con vuelos regulares a Moscú, San Petersburgo, Irkutsk y Dubái entre otras ciudades. 
La ciudad también tiene una estación de la línea de ferrocarril Tiumén - Novi Urengói. Yendo hacia Tiumén la siguiente estación es Salym, que cuenta con instalaciones de la Royal Dutch Shell.
La ciudad está en la carretera rusa 404.

## Deportes
El equipo de baloncesto de la ciudad es el Universitet Yugra Surgut, que juega en la Superliga de baloncesto de Rusia.

## Mapas

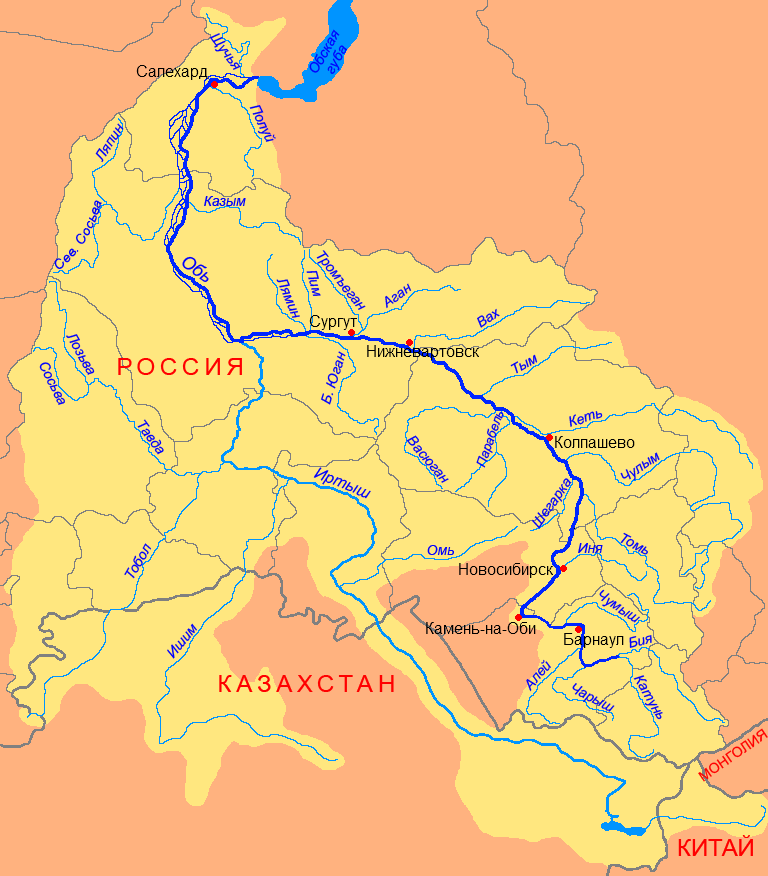
Surgut (Сургут) en un mapa del río Obi
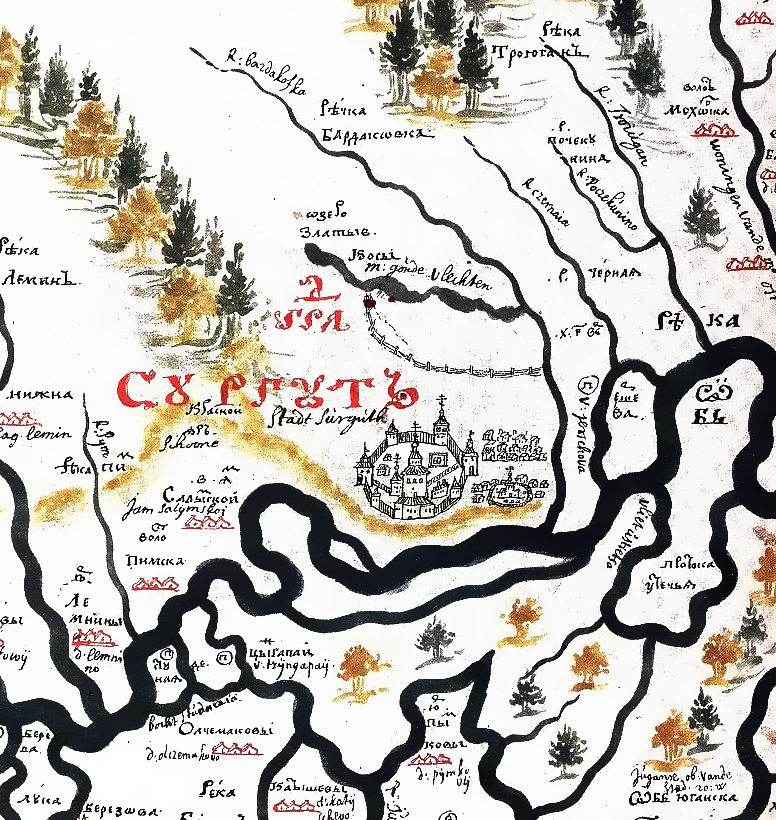
Mapa de 1701 donde aparece Surgut
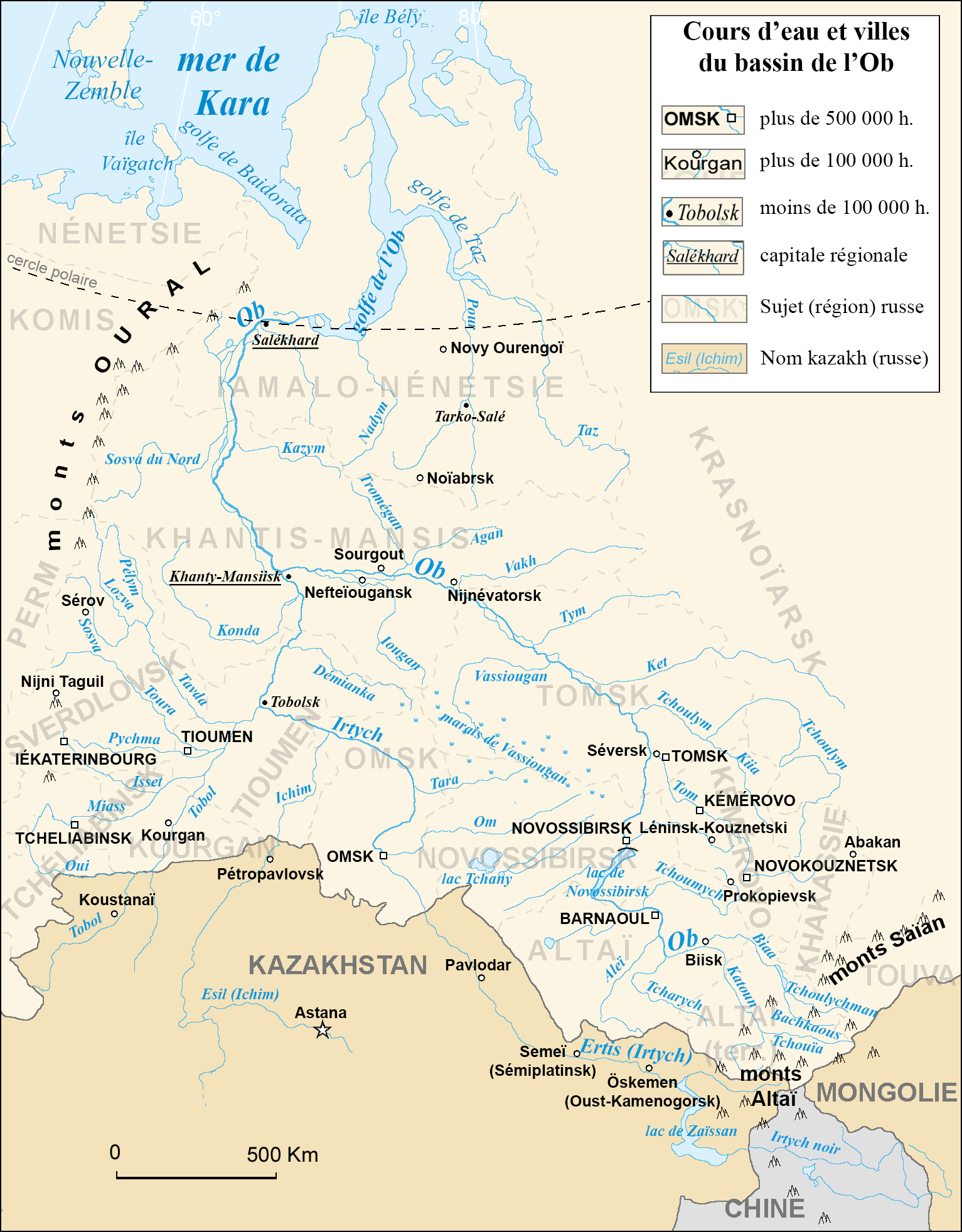
Surgut (centro) en la cuenca del Obi

## Ciudades hermanadas
- Katerini (Grecia)
- Sioux Falls (Estados Unidos)
- Zalaegerszeg (Hungría)